# ایل دیوو

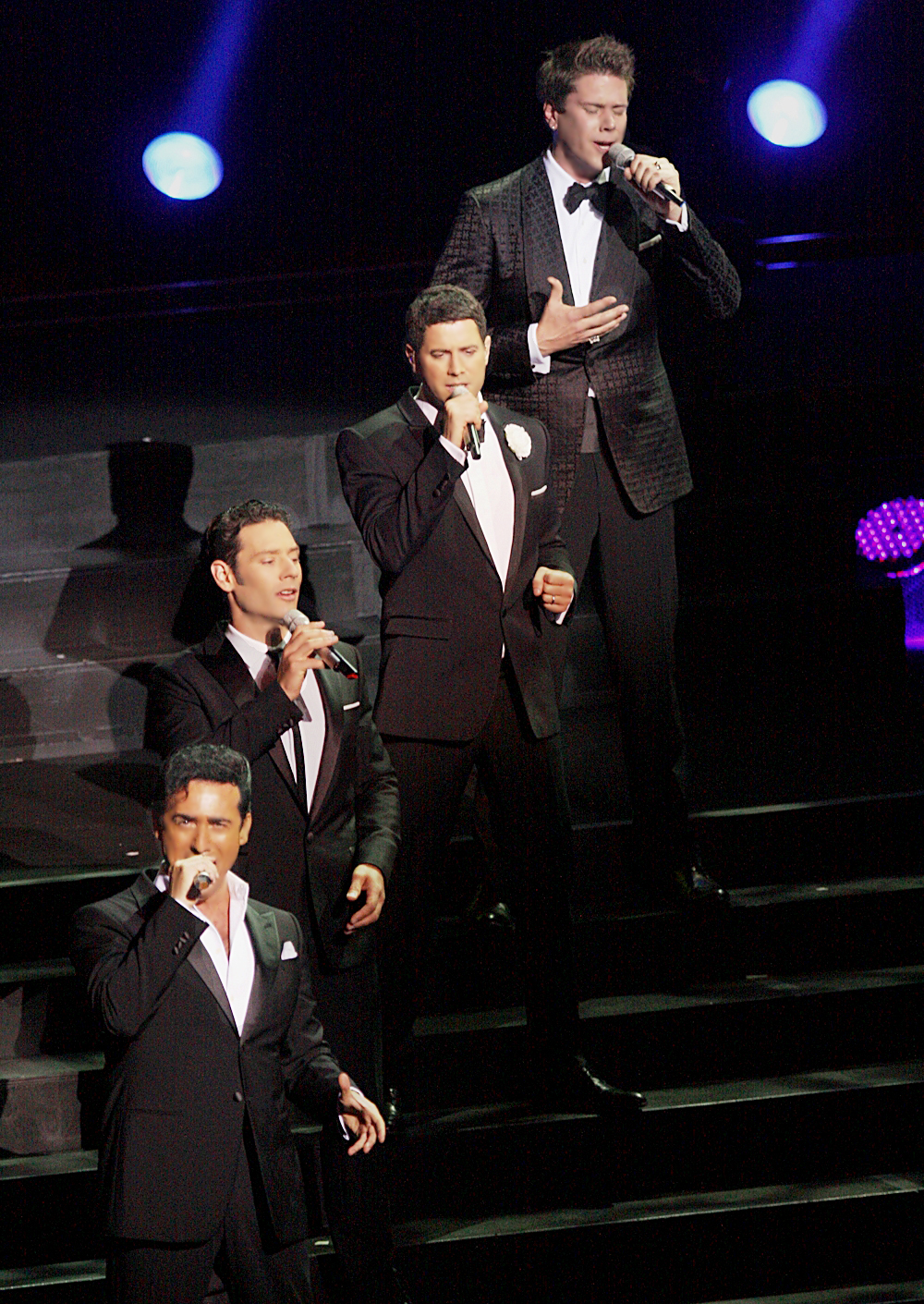
ایل دیوو در حال اجرا در خانه اپرای سیدنی در سیدنی، فوریهٔ ۲۰۱۲، از بالا به پایین: میلر، ایزمبار، بوهلر، مارین

ایل دیوو (ایتالیایی: Il Divo) گروه موسیقی چند ملیتی با چهار عضو مرد است که در سال ۲۰۰۳ میلادی زیر نظر سایمون کاول در پادشاهی متحد بریتانیا شکل گرفت. آن‌ها برای ترکیب موسیقی کلاسیکِ آوازی با سبک‌هایی مانند پاپ، لاتین، فولک، بولرو، و تانگو شناخته می‌شوند.
چهار عضو ایل دیوو عبارتند از: اورس بوهلر (با صدای تنور از سوئیس)، کارلوس مارین (با صدای باریتون از اسپانیا)، دیوید میلر (با صدای تنور از ایالات متحده آمریکا)، و سباستین ایزمبار (با صدای تنور از فرانسه).
گروه ایل دیوو از زمان شکل‌گیری موفقیت‌های قابل توجهی را کسب کرده‌است. تاکنون بیش از ۳۰ میلیون نسخه از آلبوم‌های آن‌ها در سرتاسر جهان به فروش رفته است. همچنین شمارِ بلیت‌های به‌فروش‌رفتهٔ اجراهای زندهٔ آن‌ها تا آلبوم چهارمشان، بیش از ۲ میلیون بوده‌است.

## آلبوم‌ها

### آلبوم‌های استودیویی
- ایل دیوو (۲۰۰۴)
- آنکورا (۲۰۰۵)
- سیمپره (۲۰۰۶)
- وعده (۲۰۰۸)
- بازی شرربار (۲۰۱۱)
- معاشقهٔ موسیقایی (۲۰۱۳)
- عشق و هوس (۲۰۱۵)

### آلبوم‌های دیگر
- برترین ترانه‌ها (۲۰۱۲)
- مجموعهٔ کریسمس (۲۰۰۵)
- بعدازظهری با ایل دیوو: زنده در بارسلونا (۲۰۰۹)
- زنده در ژاپن (۲۰۱۴)

## یادداشت
1. ↑  نام آن‌ها را می‌توان خوانندهٔ الهی (به انگلیسی: Devine performer) ترجمه کرد.